# Massís de Penyagolosa
El massís o serra de Penyagolosa és una alineació muntanyosa situada entre les comarques valencianes de l'Alt Maestrat, l'Alcalatén i l'Alt Millars. Forma part del Sistema Ibèric, de la unitat morfoestructural de la Serra de Gúdar. La principal altura és el cim de Penyagolosa (1.813 metres), d'on el conjunt pren el nom, seguida del Tossal de Fraga (1.709 m.) o les Cingles de Marcén (1.623 m.).
Els municipis de Vistabella, on es troba el Santuari de Sant Joan de Penyagolosa, Xodos i Vilafermosa rodegen el massís, tot i que l'esvelta figura del cim presideix un ampli territori que va des de la Plana de Castelló a la comarca del Maestrat aragonès.
El massís de Penyagolosa presenta importants aspectes geològics, tals com la interessant seqüència estratigràfica, representativa de bona part del període cretàcic, i els notables traços estructurals i geomorfològics. Entre aquests últims destaquen formes típiques de periglaciarisme, així com espectaculars formacions càrstiques com el pòlie format pel Pla de Vistabella, el canó del riu de Montlleó, el riu Carbo i distintes coves d'interès.
El massís se situa en el forcall entre ambients biogeogràfics molts diversos. El seu caràcter de transició entre l'interior i la costa, i també entre els sectors nord i meridional del País Valencià, propicia una extraordinària diversitat de flora i fauna. Aquest riquesa pren força per la forta empremta paisatgística dels espessos boscs de les rostàries en contrast amb els rasos de les cimes fet que ha propiciat la seua protecció en la figura del Parc Natural de Penyagolosa des de l'any 2006.